# Rivière de la Saline (rivière du Missouri)
Pour les articles homonymes, voir Saline.
La rivière de la Saline, (en anglais : Saline Creek ou Saline River), est une rivière des États-Unis et un affluent de la rivière aux Vases. Elle contribue au bassin fluvial du fleuve Mississippi.

## Géographie
La rivière de la Saline prend sa source dans le comté de Saint-François, situé dans l'État du Missouri, puis s'écoule vers l'est et traverse le comté de Perry. La rivière continue son parcours vers la ville de Kaskaskia et se jette dans la rivière aux Vases dont la confluence est située à l'Ouest de la ville de Kaskaskia.

## Histoire
La rivière doit son nom à deux sources d'eau salée qui alimentent ce cours d'eau et que les trappeurs et coureurs des bois ont dénommées Petite rivière de la Saline à l'époque de la Louisiane française et du Pays des Illinois.

## Galerie photographique

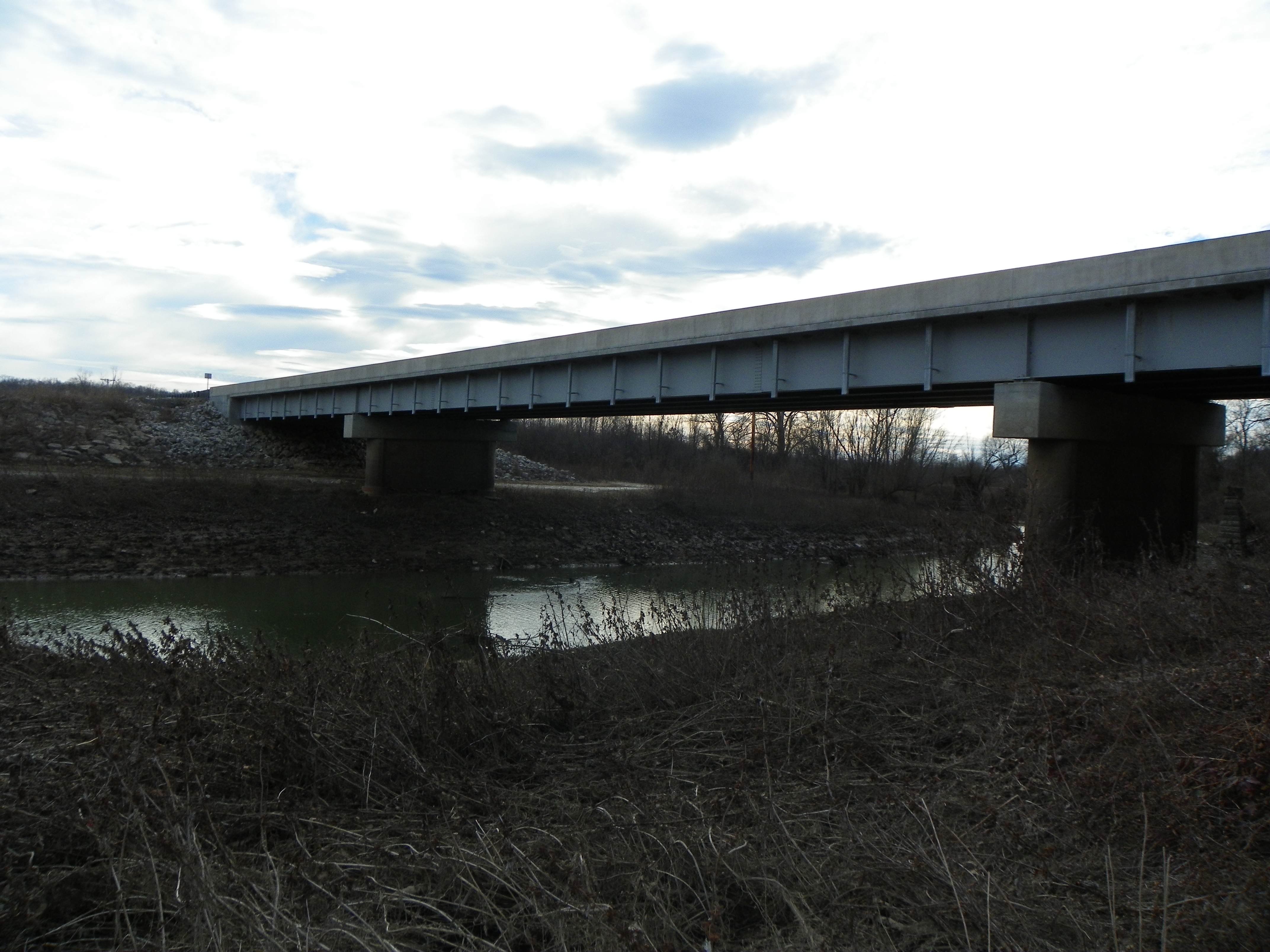
Pont autoroutier passant sur la rivière de la Saline.
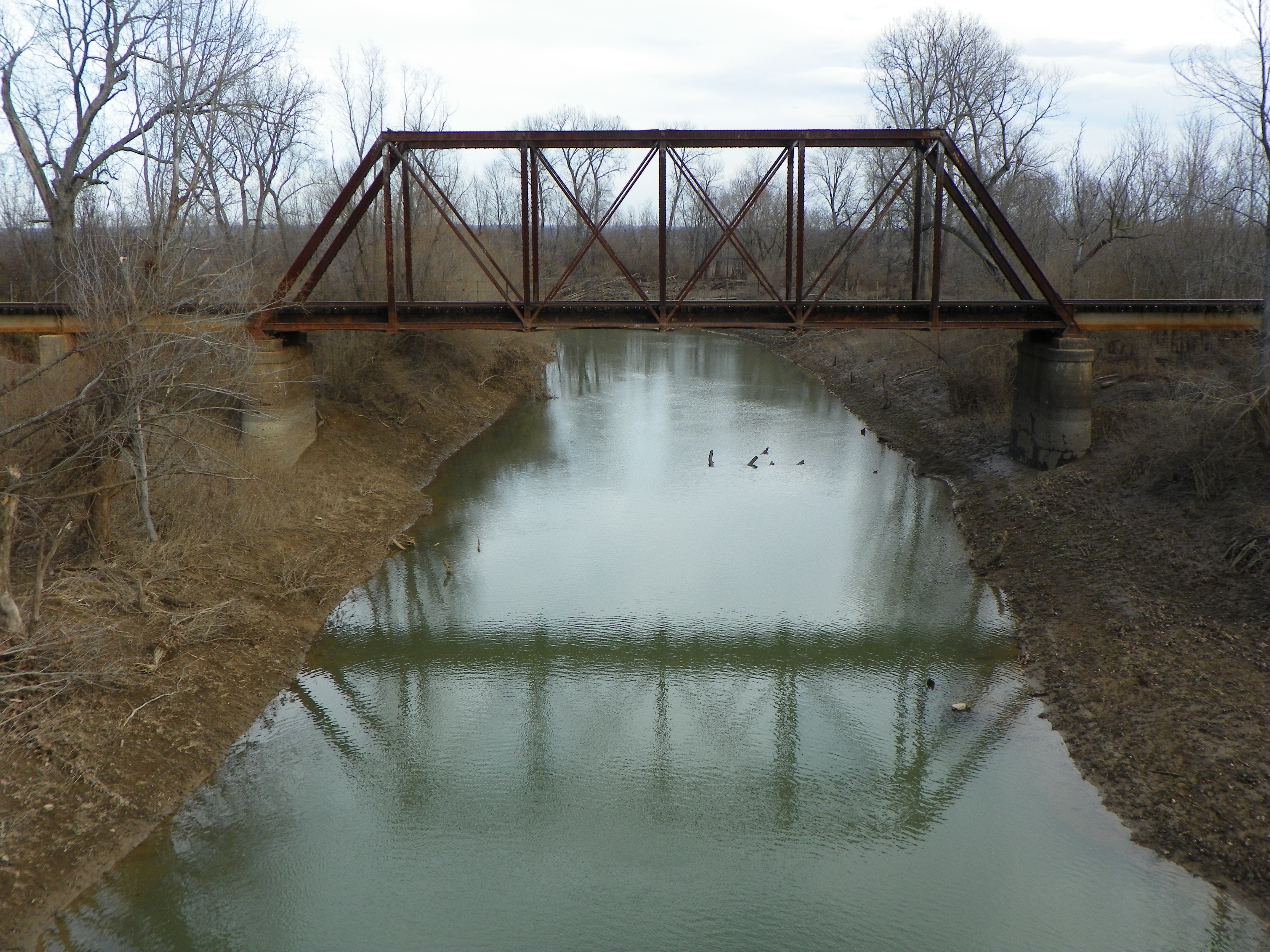
Pont ferroviaire passant sur la rivière de la Saline.
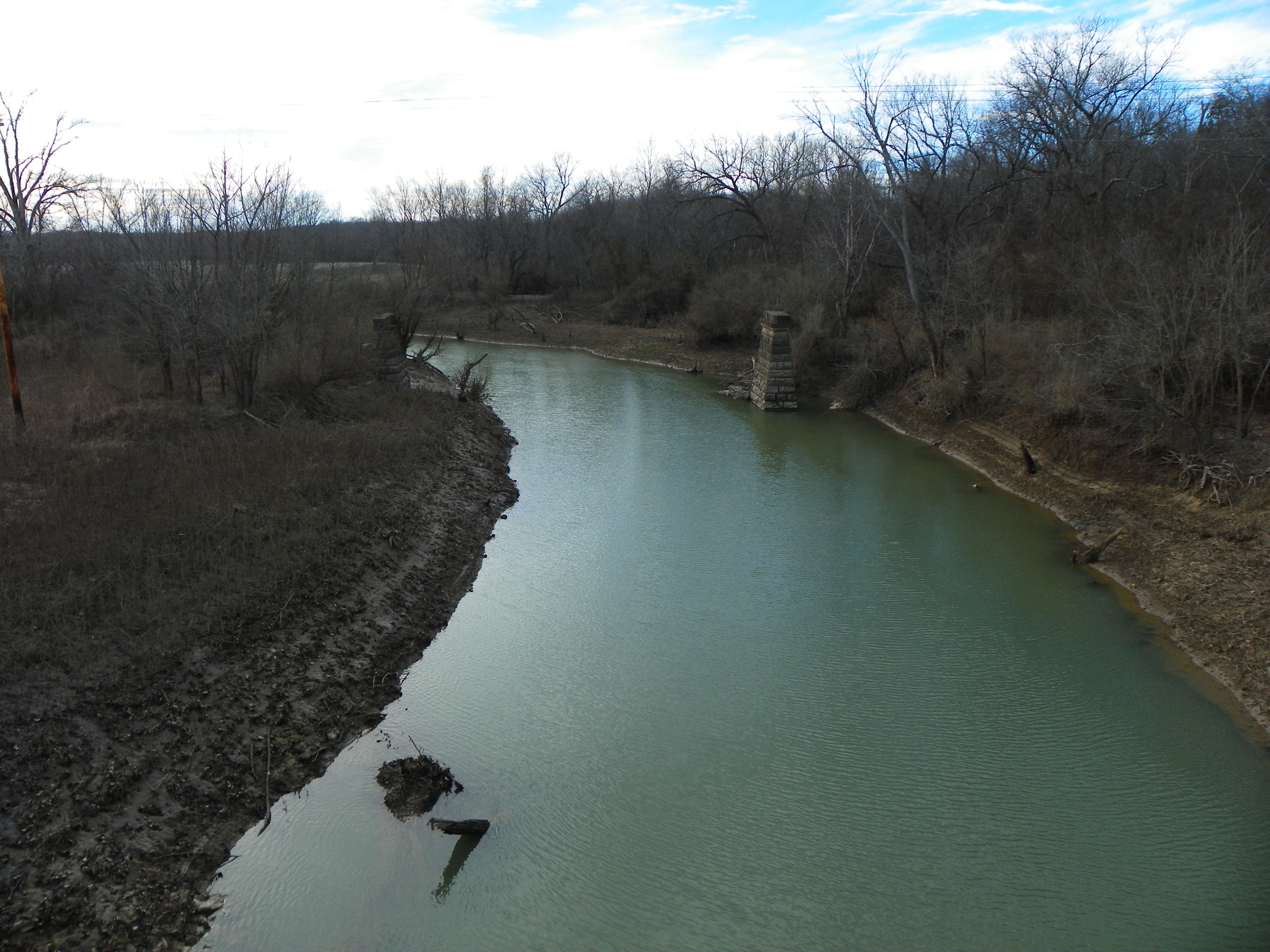
La rivière de la Saline.